# Burgus Heumensoord
Koordinaten: 51° 47′ 32,4″ N, 5° 52′ 11,3″ O
Der Burgus Heumensoord (auch Wachturm Heumensoord) war eine kleine römische Befestigungsanlage der Spätantike auf dem Gebiet der gelderländischen Gemeinde Heumen in den Niederlanden.

## Lage
Der Wachturm, dessen Verteidigungsgräben im Gelände wieder sichtbar gemacht worden sind, befindet sich im Naturschutz- und Naherholungsgebiet Heumensoord. In antiker Zeit bewachte er die dem Verlauf der Maas folgende römische Fernstraße, die von Ulpia Noviomagus Batavorum, der Hauptstadt der Civitas der Bataver, nach Aduatuca Tungrorum, dem Hauptort der Civitas der Tungerer führte.

## Befunde
Der Burgus wurde bei Ausgrabungen in den Jahren 1931/1932 entdeckt. Es konnten insgesamt zwei Bauphasen festgestellt werden. In beiden Fällen war die Anlage quadratisch. In der ersten Bauphase hatte sie eine Seitenlänge von 33 Metern (= knapp 1100 m²). Die kleine Festung war von einer Holz-Erde-Mauer und einem zwei bis fünf Meter breiten Verteidigungsgraben umgeben. In einer zweiten Bauphase wurde sie auf 22,5 m mal 22,5 m (= gut 500 m²) verkleinert und möglicherweise zum Teil unter der Verwendung von Tuffstein gebaut. Das Fundmaterial entstammt zum größten Teil dem vierten Jahrhundert, ebenfalls vorkommende Funde aus dem zweiten und dritten Jahrhundert verweisen jedoch darauf, dass an dieser Stelle bereits zu einem früheren Zeitpunkt eine Benefiziarierstation bestanden haben könnte.
1972 wurde das Gelände des Burgus als Rijksmonument 45554 nach dem Denkmalschutzgesetz der Niederlande von 1988 vom Rijksdienst voor het Cultureel Erfgoed unter Schutz gestellt.